# Gasthaus Ritter

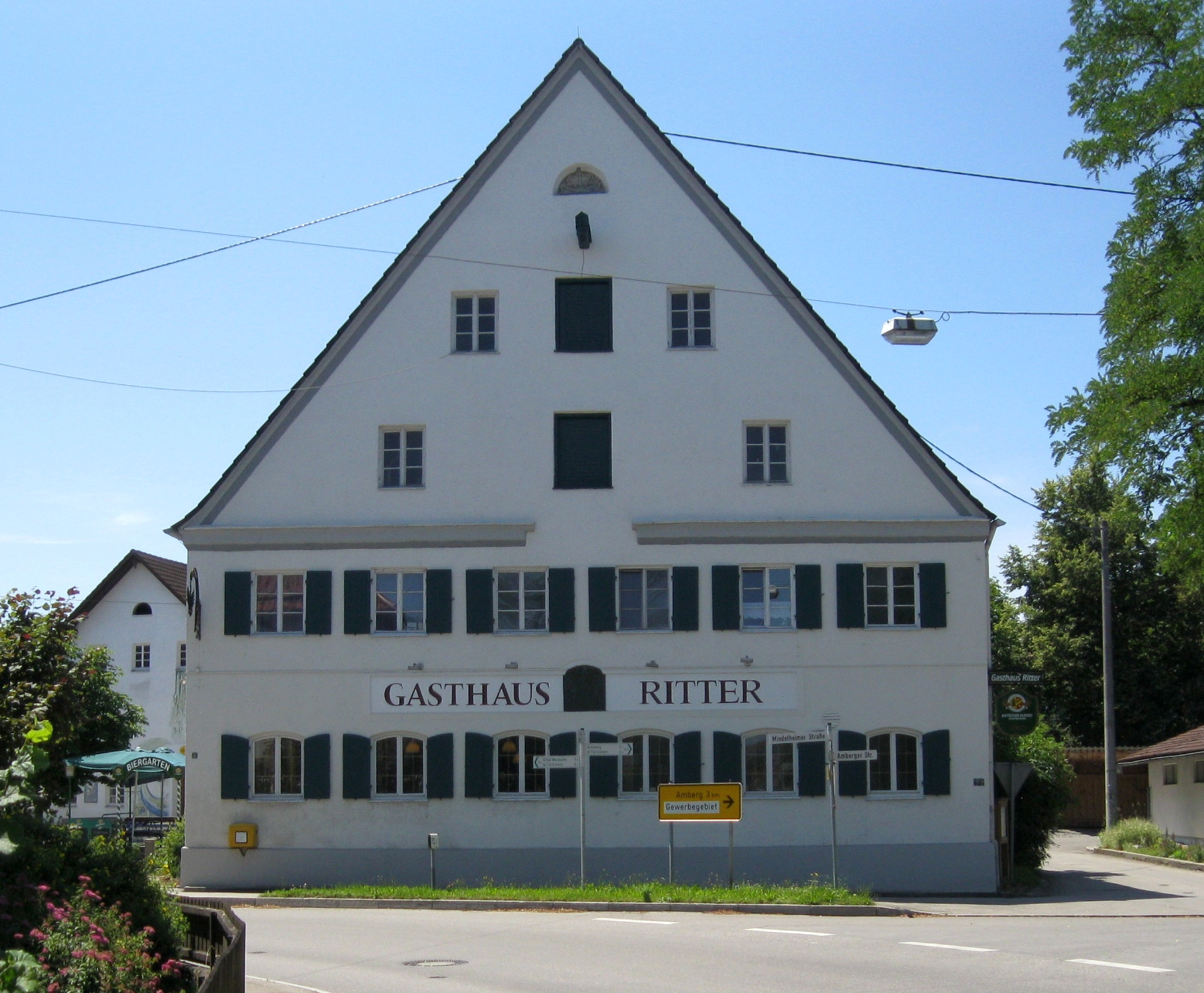
Gasthaus Ritter in Wiedergeltingen

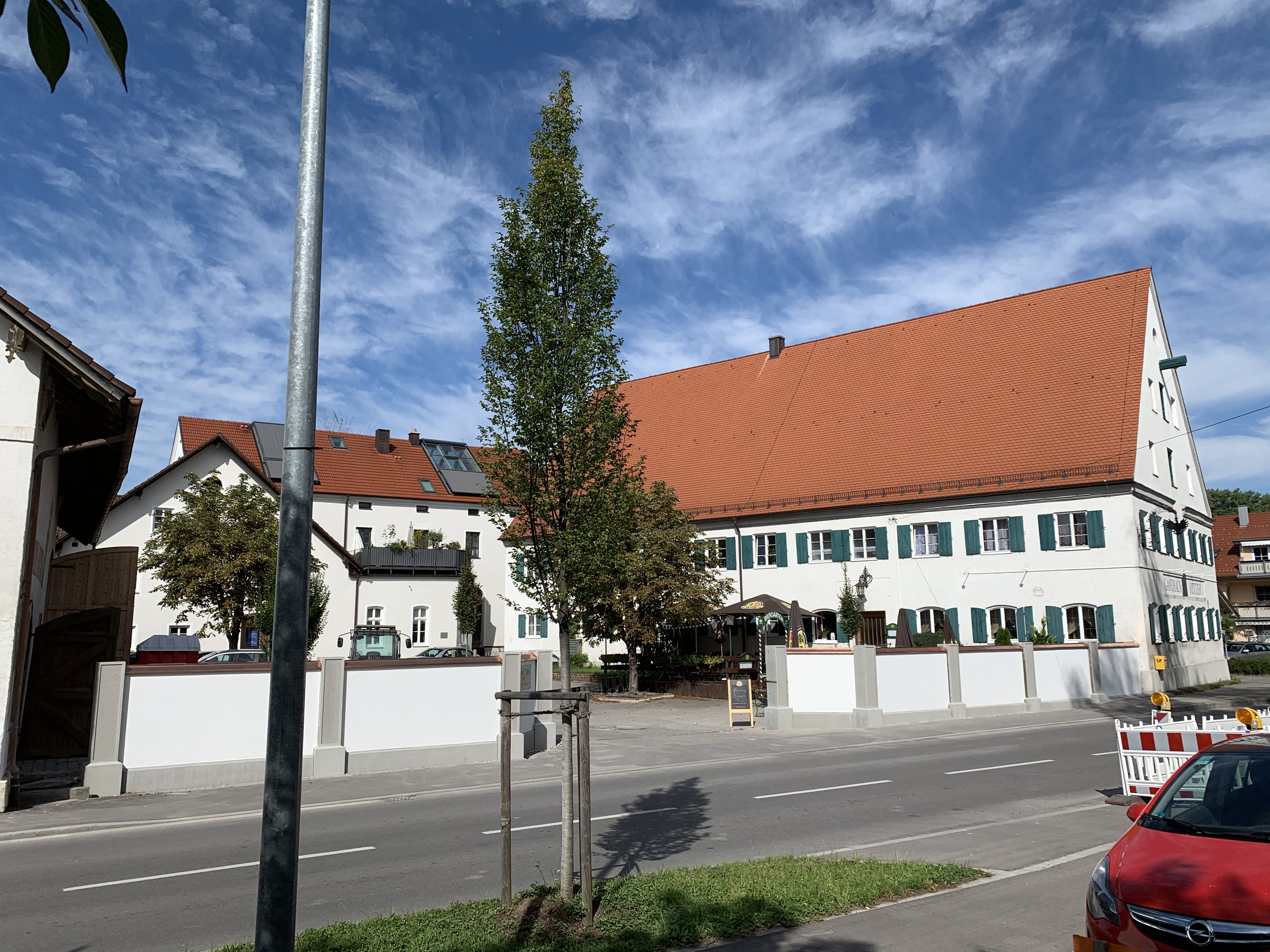

Das Gasthaus Ritter in der Gemeinde Wiedergeltingen im Landkreis Unterallgäu (Bayern) ist ein denkmalgeschütztes Gebäude aus dem 18. Jahrhundert. Das zweigeschossige Satteldachhaus besitzt profilierte Trauf-, Giebelsohl- und Ortganggesimse. Die Fenster im Erdgeschoss sind teilweise stichbogig verändert. Der schmiedeeiserne Ausleger an der Südostecke stammt aus der Zeit um 1800 und besitzt das Monogramm JMR. Daneben ist ein Adlerkopf und Doppeladlerschild dargestellt auf dem das Monogramm JR (Josef Ritter) eingelassen ist. Auf der östlichen Giebelseite ist ein Reliefwappen der Familie Ritter aus Bronze angebracht. Das Anwesen, ein Gasthaus mit Umspannstation gehörte ehemals zum Kloster Steingaden und ist seit der Säkularisation in Familienbesitz. Im Jahre 1811 wurde neben dem Gasthaus eine Brauerei errichtet, die bis 1999 in Betrieb war und heute neu renovierte Altbauwohnungen enthält. Eine Marmortafel über dem Haupteingang enthält die Inschrift: Erbaut / von / Josef u. Maria / Ritter / anno / 1880.